# Waarde (sociale wetenschappen)
Een waarde is de voorkeur die een groep of samenleving heeft met betrekking tot doeleinden of gedragspatronen. Waardes worden vertaald in concrete normen met concrete gedragsregels en voorschriften. Daarmee sturen normen mede het sociaal handelen, meer specifiek het waarderationeel handelen.
Waarden variëren tussen samenlevingen onderling, maar ook daarbinnen tussen bijvoorbeeld sociale klassen. Daarnaast variëren waarden door de tijd heen terwijl een maatschappij zich ontwikkelt.
Afwijkend gedrag, het niet voldoen aan bepaalde resulterende normen, kan van invloed zijn op de sociale status en acceptatie en zelfs tot uitsluiting leiden.

## Waardenonderzoek
Waarden zijn van meet af aan een centraal concept geweest in de sociale wetenschappen. Zowel Durkheim als 
Weber beschouwden waarden als cruciaal voor het verklaren van sociale en persoonlijke organisatie en verandering. Waarden hebben niet alleen een belangrijke rol gespeeld in de sociologie, maar ook in de psychologie, antropologie en verwante disciplines. Waarden worden gebruikt om culturele groepen, samenlevingen en individuen te karakteriseren, om veranderingen in de tijd te traceren en om de motivationele basis van attitudes en gedrag te verklaren. 
Het is echter minder evident om een algemeen, laat staan universeel waardenpatroon te definiëren, en betrouwbare empirische methodes te ontwikkelen om die waarden in kaart te brengen. Recent onderzoek tracht daarin klaarheid te scheppen.
Wereldwijd wordt op diverse niveaus onderzoek verricht naar waarden, attitudes, geloof en opinies. Op wereldvlak is er onder andere de World Values Survey, in Europa de European Social Survey, en verder de Eurobarometer. Deze onderzoeken steunen veelal op enquêtes. 